# 四棱草
四棱草（学名：Schnabelia oligophylla），为唇形科四棱草属下的一个植物种。